# Juan Gutiérrez (Fußballspieler, 1990)
Juan Rodrigo Gutiérrez Arenas (* 11. Februar 1990 in Santiago) ist ein chilenischer Fußballspieler.

## Karriere
Juan Gutiérrez spielte in der Jugend des CSD Colo-Colo, schaffte dort aber nicht den Sprung in die Profimannschaft. 2010 wechselte der offensive Mittelfeldspieler zum AC Barnechea. Er spielte häufig für Vereine der Primera B. In der Saison 2015/16 gelang ihm mit Deportes Temuco der Gewinn der Meisterschaft. 2018 stieg Gutiérrez mit dem CD Cobresal in die Primera División auf und kam dort zwei Jahre regelmäßig zum Einsatz. Seit 2024 spielt er für Provincial Osorno in der Primera B.

## Erfolge
Deportes Temuco
- Primera B: 2015/16